# Закон Финляндии о табакокурении
Закон Финляндии о табакокурении (фин. Suomen tupakkalaki или Закон о мерах по сокращению курения — фин. Laki toimenpiteistä tupakoinnin vähentämiseksi) — закон Финляндии, направленный на постепенное сокращение и ликвидацию в стране табакокурения до 2040 года. Закон (693/1976) дополняет указ о мерах по уменьшению курения табака (225/1973).

## История
Закон о табакокурении в течение своего существования был дополнен несколько раз.
- 1995: до 18 лет повышен минимальный возраст для покупателей табачных изделий, введен в действие запрет на курение на рабочих местах.
- 2006: ограничено курение в ресторанах и публичных местах, категорически запрещена продажа или передача иным способом табачных изделий лицам до 18 лет.
- 2010 (октябрь): объявление табачных изделий у лиц до 18-летнего возраста вне закона (но без наказания), запрет на приобретение табачных изделий через интернет, курение в детских садах, учебных заведениях и прилегающих к ним территориях, курение объявлено нежелательным в жилищных массивах и на уличных площадках с большим скоплением людей[2].
- 2012: сигареты и табачные изделия убраны с прилавков финских магазинов и киосков и заменены цифровыми табло[3], что привело к незначительным сбоям в обслуживании клиентов магазинов[4]. Рассматривается возможность применения закона для ограничения курения на балконах жилых зданий[5][6].
- 2013 (июнь): вступает в силу распоряжение руководства железнодорожной компании VR Group о запрете курения во всех поездах дальнего следования (ранее курение было запрещено в пригородных поездах, а также в междугородних поездах IC2 и международном поезде Allegro)[7][8].
- 2016: ввоз в страну табачных изделий гражданами Финляндии возможен только после минимум 24-часового пребывания в стране посещения[9].

В 2013 году Финляндия выступила одним из инициаторов обсуждения странами Европейского Союза запрета на производство сигарет с ароматизаторами как привлекающих молодёжь (против директивы выступили производители сигарет — Польша, Румыния, Чехия, Словакия и Болгария). Также Финляндия запланировала ограничить ввоз в страну табачных изделий из России. Согласно исследованию, проведённому Ведомством здоровья и благополучия THL, в 2013 году доля курящих мужчин впервые упало до рекордных 19 % (ещё в начале 1960-х годов 60 % финских мужчин курили). Среди женщин курит 13 %.

## Электронные сигареты
На конец 2014 года в Финляндии отсутствовали рекомендации Valvira относительно электронных сигарет, в связи с чем возрастное ограничение по продаже табачной продукции не касается этого изделия.
На осень 2016 года запланировано обсуждения поправок в законопроект, предполагающих обложение налогом жидкость для заправки электронных сигарет.